# Take Me in Your Arms
"Take Me in Your Arms" é um single da cantora de  freestyle Lil Suzy. A canção foi lançada como single em 1991 e faz parte do álbum Love Can't Wait.
Embora o single não tenha entrado em nenhuma parada musical no ano de seu lançamento, em 1992 conseguiu entrar na Billboard Hot 100, onde teve moderado sucesso, alcançando a posição #67. Obteve um melhor desempenho na parada de músicas dance do Canadá, aonde alcançou a posição #4.

## Faixas
Alemanha CD single
| N.º | Título                                 | Duração |  |
| 1.  | "Take Me in Your Arms" (Radio Edit)    | 3:21    |  |
| 2.  | "Love Can't Wait" (Club Version)       | 4:33    |  |
| 3.  | "Take Me in Your Arms" (Club Version)  | 5:07    |  |
| 4.  | "Take Me in Your Arms" (House Version) | 5:08    |  |

E.U.A. 12" single
| N.º | Título                                 | Duração |  |
| 1.  | "Take Me in Your Arms" (Club Version)  | 5:23    |  |
| 2.  | "Take Me in Your Arms" (House Version) | 5:13    |  |
| 3.  | "Take Me in Your Arms" (Radio Edit)    | 3:25    |  |
| 4.  | "Love Can't Wait" (Club Version)       | 4:37    |  |
| 5.  | "Love Can't Wait" (Radio Version)      | 4:05    |  |

## Desempenho nas paradas musicais

### Melhores posições
| Parada musical (1992)                  | Melhor posição |
| -------------------------------------- | -------------- |
| Estados Unidos (Billboard Hot 100)     | 67             |
| Estados Unidos (Billboard Radio Songs) | 57             |
| Parada musical (1993)                  |                |
| Canadá - Dance/Urban                   | 4              |

### Posições anuais
| Parada de fim de ano (1993)                     | Melhor posição |
| ----------------------------------------------- | -------------- |
| Canadá - Canada RPM Top 50 Dance Tracks of 1993 | 47             |